# Malesco
Malesco (Malesch in dialetto ossolano) è un comune italiano di 1 318 abitanti della provincia del Verbano-Cusio-Ossola nonché il più popoloso dei comuni della Val Vigezzo. Parte del suo territorio è compresa nel Parco nazionale della Val Grande.
Il paese è situato su un terrazzamento alla confluenza dei torrenti Loana e Melezzo Orientale. Essendo rivolto a nord e sovrastato dal pendio boscoso del monte Group a meridione, parte dell'abitato non è illuminato dal sole nei mesi invernali.
Nel territorio comunale sono comprese dal 1929 le frazioni di Finero e Zornasco, in precedenza comuni autonomi.

## Origini del nome
L'origine del toponimo sarebbe da ricondursi alla radice prelatina mal a cui fu apposta la desinenza iscus.

## Storia
L'antica Malescum era già abitata in epoca romana come testimoniato dal ritrovamento di monete basso imperiali, tombe, suppellettili e un lastricato di un'antica via romana. In seguito dovette essere anche un importante avamposto dei longobardi la cui presenza è deducibile sulla base della toponomastica.

## Monumenti e luoghi d'interesse

### Siti archeologici
Nel comune di Malesco si trovano due massi di interesse archeologico e culturale: Sasso della Lissera e il Sas d’la lesna:
- Il Sasso della Lissera  è un grande masso erratico di pietra ollare situato nella zona del Rio Secco. Il sasso viene anche chiamato Sasso Scivolone infatti le donne che avevano problemi con le gravidanze praticavano il rito di scivolare sul sasso. Si credeva che questo rito avesse dei poteri di fertilità.
- Il Sas d’la lesna è invece un sasso coppellato situato nella zona del Rio Secco. Le incisioni sul sasso e la sua forma fanno supporre che fosse usato per un qualche rito precristiano forse come altare sacrificale.[7]

### Architetture religiose
- La chiesa parrocchiale, intitolata ai santi Pietro e Paolo, divenne parrocchia indipendente, separandosi da Santa Maria Maggiore, nel XIV secolo. L'attuale struttura barocca dell'edificio risale al XVIII secolo. All'interno si conservano affreschi di Giovanni Valtorta di Milano e tele del pittore locale Sotta. L'imponente organo è della ditta Bernasconi di Varese (fine XIX secolo).[8]
- L'oratorio di San Bernardino da Siena, contiguo alla parrocchiale, è un piccolo gioiello d'arte barocca. All'interno si possono ammirare belle pitture realizzate da Giuseppe Antonio Maria Torricelli di Lugano nel 1777 in collaborazione col fratello Giovanni Antonio, in particolare il dipinto rappresentante "Il trionfo del Santo".[9][10]
- Il piccolo oratorio della Madonna del Gabbio, situato fuori dall'abitato lungo il torrente Melezzo fu edificato tra il 1723 e il 1727 incorporando una precedente immagine della Vergine meta di venerazione durante la peste del 1513. L'edificio fu affrescato dal pittore Giuseppe Maria Borgnis di Craveggia nel 1733.[11]

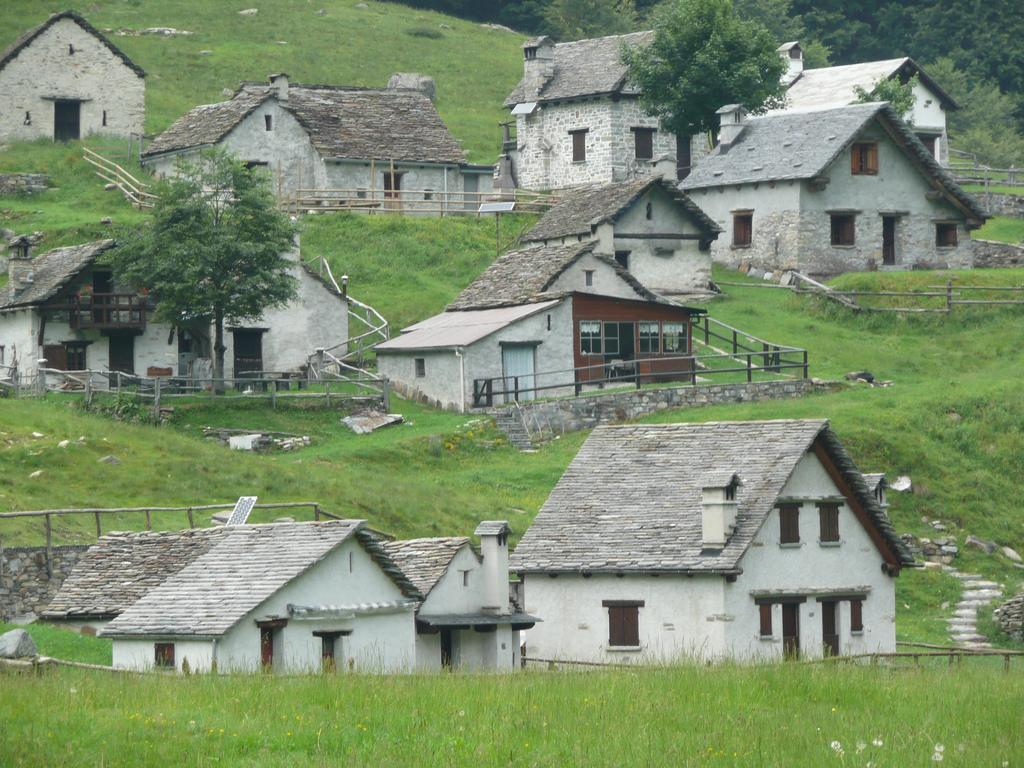
Alpeggio "le Cascine" in Val Loana, nel territorio comunale di Malesco

- La chiesa di San Bernardo di Mentone nella frazione di Zornasco.[12]

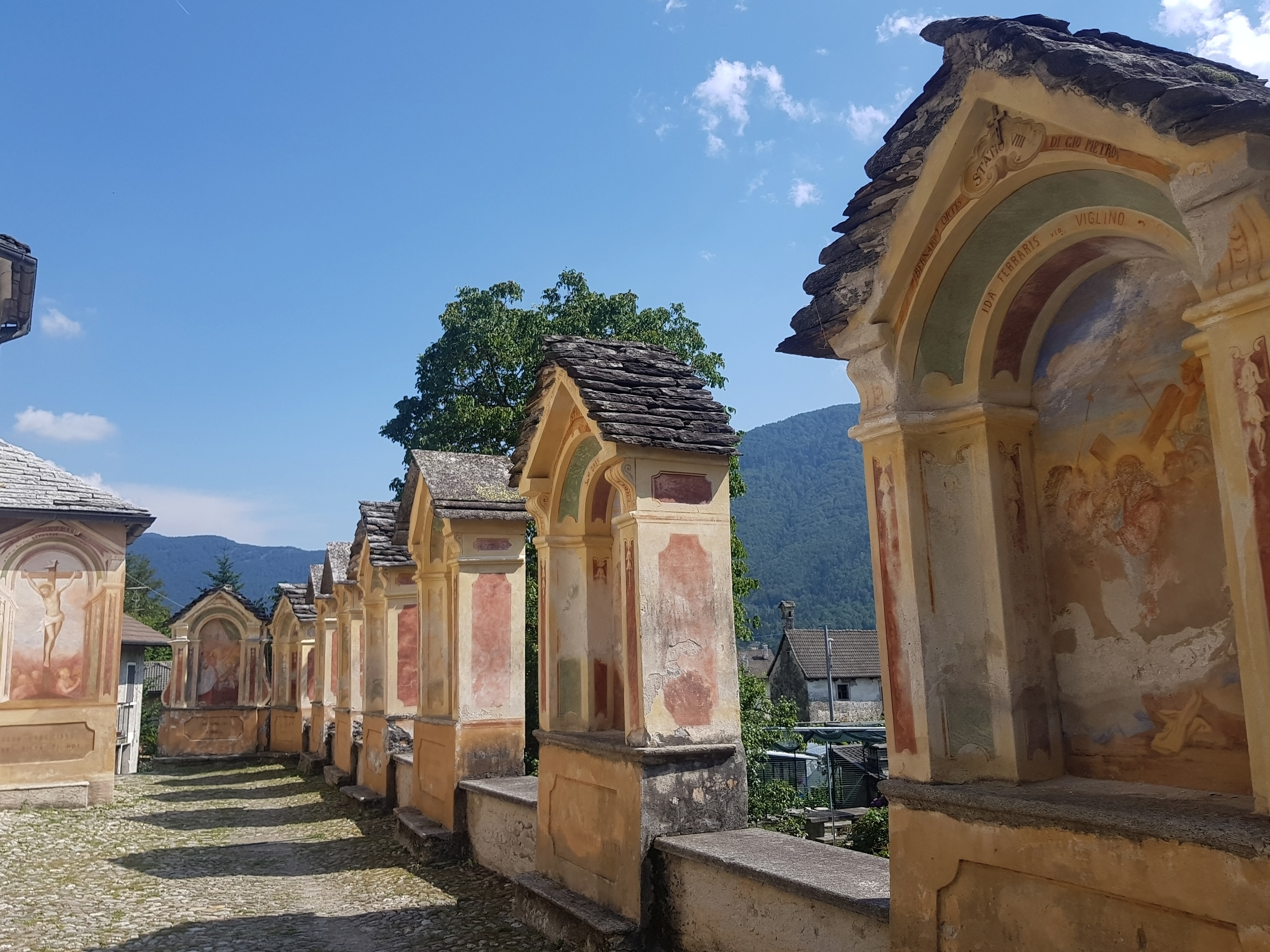
La via crucis della chiesa di Zornasco

- L'oratorio di Santa Rita in località Piano di Zornasco.
- La chiesa di San Gottardo nella frazione di Finero.[13]
- L'oratorio della Madonna del Sasso (Finero).[14]

### Architetture civili
Nella piazza centrale si trovano la fontana del basilisco e l'antico lavatoio.
Nella frazione di Zornasco si trova lo storico Mulino dul Tač, parte del percorso dell'Ecomuseo Ed Leuzerie e di Scherpelit.

### Aree protette
All'interno del comune di Malesco, in particolare in Val Cannobina in prossimità della frazione Finero si trova un'area destinata ad oasi naturale, in particolare si chiama Oasi Naturale WWF al Pian dei Sali. Quest'area da Finero arriva fino alla zona di Villette ed ha un particolare interesse per la flora e la fauna locali.

## Società

### Evoluzione demografica
Abitanti censiti

## Infrastrutture e trasporti
Il comune è collegato dalla Strada statale 337 che porta a Domodossola o a Locarno e dalla Strada statale 631 della Valle Cannobina che porta alla frazione di Finero e infine Cannobio.
Nel territorio comunale sono presenti le seguenti stazioni ferroviarie: 
- Stazione di Zornasco
- Stazione di Malesco.

## Cultura

### Musei
- Ecomuseo Ed Leuzerie e di Scherpelit, in dialetto maleschese leuzerie è la pietra ollare e scherpelit sono gli scalpellini
- Museo del Parco Nazionale della Val Grande

### Eventi
- Malescorto, festival internazionale di cortometraggi che si svolge annualmente durante la prima settimana di agosto.
- Raduno internazionale degli Spazzacamini, che si tiene annualmente a Malesco e nei paesi vicini la prima settimana di settembre.
- Mercatini di Natale, tra l'ultima settimana di novembre e la prima settimana di dicembre.

## Sport

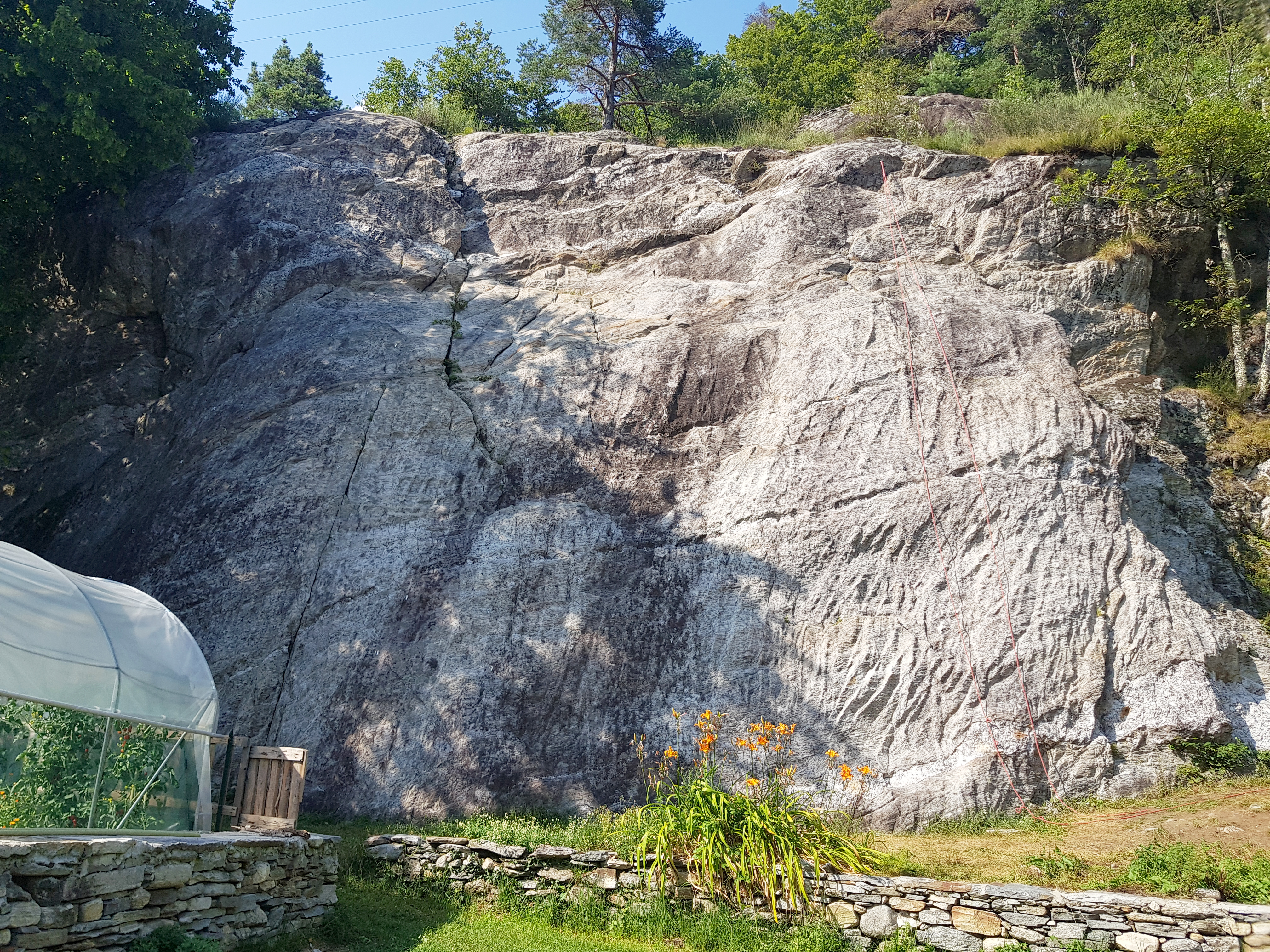
La palestra di roccia di Zornasco

Nella frazione di Zornasco si trova una piccola falesia attrezzata per l'arrampicata sportiva. La palestra di roccia ha circa 14 vie, dal quarto al sesto grado, che si sviluppano per circa 15 metri di altezza.

## Amministrazione

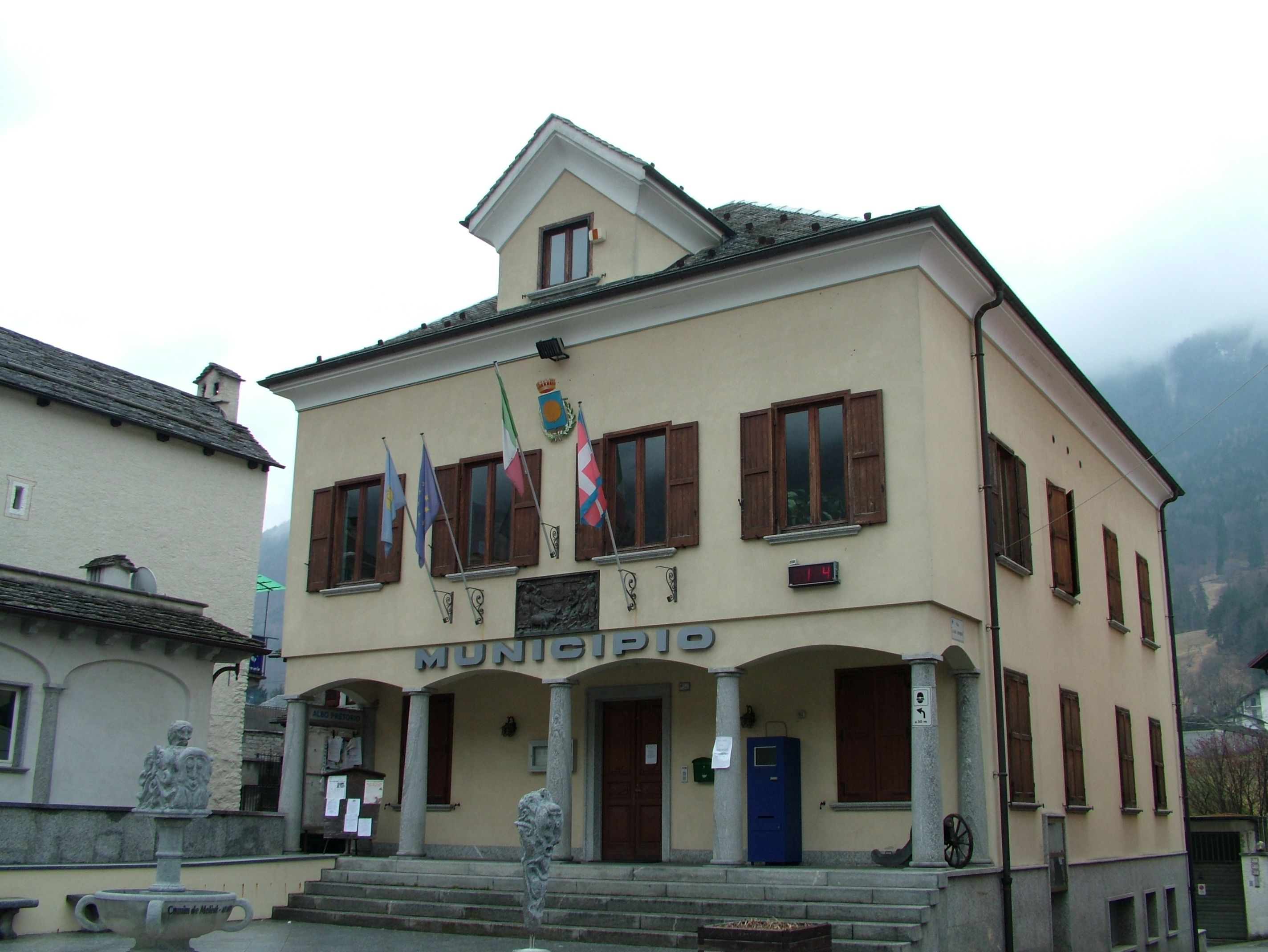
Il Municipio

Di seguito è presentata una tabella relativa alle amministrazioni che si sono succedute in questo comune.
| Periodo        | Periodo        | Primo cittadino   | Partito                                   | Carica  | Note   |
| -------------- | -------------- | ----------------- | ----------------------------------------- | ------- | ------ |
| 24 aprile 1995 | 14 giugno 1999 | Albino Barazzetti | Partito Democratico della Sinistra        | Sindaco | [ 17 ] |
| 14 giugno 1999 | 14 giugno 2004 | Federico Cavalli  | lista civica                              | Sindaco | [ 17 ] |
| 14 giugno 2004 | 7 giugno 2009  | Federico Cavalli  | lista civica                              | Sindaco | [ 17 ] |
| 8 giugno 2009  | 26 maggio 2014 | Enrico Barbazza   | lista civica                              | Sindaco | [ 17 ] |
| 26 maggio 2014 | 27 maggio 2019 | Enrico Barbazza   | lista civica Chiarezza serietà efficienza | Sindaco | [ 17 ] |
| 27 maggio 2019 | 10 giugno 2024 | Enrico Barbazza   | lista civica Chiarezza serietà efficienza | Sindaco | [ 17 ] |
| 10 giugno 2024 | in carica      | Enrico Barbazza   | lista civica Chiarezza serietà efficienza | Sindaco | [ 17 ] |

Fa parte dell'unione montana di comuni della Valle Vigezzo.